# Біомагнетизм
Біомагнетизм — явище створення магнітних полів живими організмами. Магнітні поля створюються в живій матерії внаслідок протікання в ній електричних струмів. Через слабкість цих полів, їхнє вивчення розпочалося тільки в останні десятиліття 20 століття після винаходу чутливих надпровідних детекторів магнітного поля СКВІДів.
Вивчення магнітних полів живих організмів, зокрема людини, є безконтактним методом дослідження. Магнітна проникність повітря і тканин організму однакова, тому на межі цих середовищ немає відбиття. Стало можливим експериментально вивчати слабкі магнітні поля живого організму, а саме активність нервової системи (головного мозку). До недавнього часу основним методом вивчення активності мозку була електроенцефалографія. Проте електричні потенціали неточно відображають процеси мозку, оскільки мозок оточений трьома шарами тканин із різною електропровідністю (спинномозкова рідина, кістки черепа та шкіра скальпа) Така структура зумовлює зменшення густини струмів у скальпі порівняно з однорідним середовищем. Магнітні ж датчики реагують безпосередньо на струми мозку, тобто магнітоенцефалографічні сигнали відображають внутрішню електричну активність мозку, не спотворену впливом черепа.